# Чужа сім'я (телесеріал)
Чужа́ сім'я́ (англ. The O.C., скорочення від «Orange County» — округ Орандж) — американський телесеріал, що налічує чотири сезони. Створив американський сценарист і продюсер Джош Шварц. У серіалі показується життя американської молоді та їхніх родин, що мешкають у Ньюпорт Біч в окрузі Орандж у Каліфорнії. Чужа сім'я демонструвалась у США протягом 2003–2007 років, а також у 50 країнах в усьому світі. Був одним із найпопулярніших серіалів 2003 року.
Сюжет серіалу зосереджується на постаті Раяна Етвуда, підлітка з неблагополучної родини, що його забрали з вулиці й узяли до себе Сенді та Кірстен Коени. Із часом він заприязнився з Сетом, сином Сенді й Кірстен, а також із сусідською дівчиною Марісою Купер та її подругою Саммер Робертс.
Перша серія була показана 5 серпня 2003 року, а остання — 22 лютого 2007 на телеканалі Fox. Останній, четвертий сезон не мав високих показників перегляду й телеканал Fox вирішив не замовляти наступного сезону. Викупити права на серіал хотів телеканал The CW, але угода зірвалась.
В Україні перші два сезони серіалу влітку 2006 року в денний час показав телеканал 1+1. Третій і четвертий сезони на 1+1 було показано 2008 року. Восени 2006 року перший і другий сезони демонстрував у вечірній час канал Кіно. 2013 року усі сезони показав телеканал К1.

## Акторський склад

### Основний склад
| Актор              | Роль            | Сезони     |
| ------------------ | --------------- | ---------- |
| Пітер Галлагер     | Сенді Коен      | 1, 2, 3, 4 |
| Келлі Равен        | Кірстен Коен    | 1, 2, 3, 4 |
| Бенджамін Маккензі | Раян Етвуд      | 1, 2, 3, 4 |
| Адам Броуді        | Сет Коен        | 1, 2, 3, 4 |
| Рейчел Білсон      | Саммер Робертс  | 1, 2, 3, 4 |
| Мелінда Кларк      | Джулі Купер     | 1, 2, 3, 4 |
| Міша Бартон        | Марісса Купер   | 1, 2, 3    |
| Отем Різер         | Тейлор Таунсенд | 3, 4       |
| Вілла Голланд      | Кейтлін Купер   | 3, 4       |
| Алан Дейл          | Кейлеб Нікол    | 1, 2       |
| Кріс Кармак        | Люк Вард        | 1, 2       |
| Тейт Донован       | Джиммі Купер    | 1, 2, 3, 4 |

### Другорядний склад
| Семер Армстронг | Анна Стерн    |
| Наві Рават      | Тереза Діас   |
| Тейлор Гендлі   | Олівер Траск  |
| Пол Веслі       | Донні         |
| Дафні Ешбрук    | Доун Етвуд    |
| Аманда Рієтті   | Гейлі Нікол   |
| Шейлін Вудлі    | Кейтлін Купер |
| Лінда Лавін     | Софія Коен    |
| Ешлі Гартман    | Голлі Фішер   |
| Розалінд Чао    | Др. Кім       |
| Кім Ойя         | Тарин Бейкер  |
| Бонні Самервіль | Рейчел Гофман |
| Ерік Бальфур    | Едді          |
| Бредлі Страйкер | Трей Етвуд    |

| Наві Рават        | Тереза Діаз    |
| Логан Маршал-Грін | Трей Етвуд     |
| Тейт Донован      | Джиммі Купер   |
| Мішель Кессіді    | Зак Стефенс    |
| Аманда Рієтті     | Гейлі Ніколь   |
| Кріс Кармак       | Люк Вард       |
| Ніколас Гонсалес  | D.J.           |
| Шеннон Лючіо      | Ліндсі Гарднер |
| Олівія Вайлд      | Алекс Келлі    |
| Маргеріт Моро     | Рід Карлсон    |
| Білл Кемпбелл     | Картер Баклі   |
| Лінда Лавін       | Софія Коен     |
| Ніккі Гріффін     | Джесс Сетерс   |
| Кім Ділейні       | Ребекка Блум   |
| Кейтлін Йорк      | Рені Віллер    |
| Джонні Месснер    | Ленс Болдвін   |

| Семер Армстронг    | Анна Стерн            |
| Тейт Донован       | Джиммі Купер          |
| Наві Рават         | Тереза Діаз           |
| Отум Різер         | Тейлор Таунсенд       |
| Вілла Голланд      | Кейтлін Купер         |
| Логан Маршалл-Грін | Трей Етвуд            |
| Раян Доноху        | Джонні Гарпер         |
| Ніккі Рід          | Седі Кемпбел          |
| Джонні Льюїс       | Денніс «Чілі» Чілдрес |
| Кем Жиґанде        | Кевін Волчок          |
| Джері Раян         | Шарлотта Морган       |
| Ерік Мабіус        | Джек Гесс             |
| Майкл Нурі         | Нейл Робертс          |
| Паула Трікі        | Вероніка Таунсенд     |
| Джефф Гефнер       | Метт Ремсі            |
| Дафні Ешбрук       | Доун Етвуд            |
| Ніккі Гріффін      | Джесс Сеттерс         |

| Кріс Пратт    | Че                |
| Вейні Долгліш | Бред Ворд         |
| Корі Прайс    | Ерік Ворд         |
| Гарі Граббс   | Гордон Булліт     |
| Брендон Квін  | Спенсер Булліт    |
| Кевін Сорбо   | Френк Етвуд       |
| Кем Жиґанде   | Кевін Волчок      |
| Паула Трікі   | Вероніка Таунсенд |
| Майкл Нурі    | Др. Нейл Робертс  |
| Тейт Донован  | Джиммі Купер      |

## Творці
- Джош Шварц — автор ідеї, виконавчий продюсер
- Бен Кунде
- Сценаристи:
  - Джош Шварц (30 серій)
  - Джон Стефенс (14 серій)
  - Дж. Дж. Філбін (14 серій)
  - Стефані Севендж (12 серій)
  - Аллан Ханберг (10 серій)
  - Майк Келлі (6 серій)
  - Лейла Герштейн (4 серії)
  - Еріка Мессер (3 серії)
  - Мелісса Розенберг (3 серії)
  - Дебра Дж. Фішер (3 серії)
  - Марк Фіш (3 серії)
  - решта написали сценарій для одної або двох серій
- Режисери:
  - Ян Тойнтон (22 серії)
  - Майкл Лендж (13 серій)
  - Майкл Фреско (10 серій)
  - Тоні Вормбі (10 серій)
  - Патрік Норріс (6 серій)
  - Норман Баклі (6 серій)
  - Стенфорд Букстевер (3 серій)
  - решта режисерували одну або дві серії
- Оператори:
  - Джемі Барбер (2003–2005)
  - Базз Фейтшенс IV (2005-)
  - Ел Павоні

## Музика
Музика є дуже важливою частиною серіалу. Warner Bros. видав шість альбомів з музикою із шоу.

### Запрошені виконавці
У серіалі, було кілька відомих запрошених індірокових артистів, зокрема:
- Rooney (сезон 1, серія 15 — The Third Wheel)
- Jem (сезон 1, серія 27 — The Ties That Bind)
- The Walkmen (сезон 2, серія 3 — The New Kids on the Block)
- The Killers (сезон 2, серія 4 — The New Era)
- Modest Mouse (сезон 2, серія 7 — The Family Ties)
- The Thrills (сезон 2, серія 9 — The Ex-Factor)
- Rachael Yamagata (сезон 2, серія 11 — The Second Chance)
- Death Cab for Cutie (сезон 2, серія 20 — The O.C. Confidential)
- The Subways (сезон 3, серія 7 — The Anger Management)
- Tom Vek (сезон 3, серія 16 — The Road Warrior)